# Harry J. Anslinger
Harry J. Anslinger, född 20 maj 1892, död 14 november 1975, var kommissarie för det amerikanska finansdepartementets Federal Bureau of Narcotics 1930-1962, amerikansk delegat till dem internationella läkemedelsmyndigheterna fram till 1970, och en ledande förespråkare för repressiva alkohol- och drogåtgärder i USA och världen.

## Uppväxt
Anslinger föddes i Altoona, Pennsylvania den 20 maj 1892, den åttonde av nio barn i en schweizisk invandrarfamilj. Vid tolv års ålder skickades han av en granne för att plocka upp ett paket av morfin från ett apotek. Anslinger sade senare att han aldrig glömde de plågsamma skriken från grannens fru på grund av hennes abstinensbesvär, eller hur snabbt hon kände sig bra efter att hon fick en dos, eller hur lätt det var för en tolvårig pojke att köpa morfin. Det fanns helt enkelt ingen federal lag mot att sälja eller använda narkotika. Det var också billigt. De flesta personer började ta dem som helt lagliga värktabletter.

## Federal Bureau of Narcotics
År 1920 hade det artonde tillägget i amerikanska konstitutionen, alkoholförbudet, förbjudit import, tillverkning och försäljning av alkoholdrycker i hela USA och dess besittningar (en liten mängd var tillåten för religiöst och medicinska ändamål). Illegal sprit blev ändå extremt vanligt. Volstead Act (1919) och Harrison Act (1914), avtal som syftade till att upprätthålla förbudet och kontrollera distributionen av narkotika, var båda skatteåtgärder, och hamnade därmed under USA:s finansdepartement jurisdiktion. Finansdepartementet lånade snart Anslinger från utrikesdepartementet för att tjänstgöra i en förbudsbyrå, som verkställde både Volstead Act och Harrison Act.
År 1926 blev Anslinger amerikansk konsul i Nassau på Bahamas, som då var den viktigaste platsen från vilken illegal alkohol smugglades in i USA. Konsul Anslinger blev snabbt erkänd för sitt effektiva arbete att övertyga de brittiska myndigheterna att samarbeta för att stävja flödet av alkoholdrycker.
1930 utsågs Anslinger till kommissarie för det nybildade Federal Bureau of Narcotics, en federal polismyndighet som hade som uppdrag att bekämpa den illegala handeln med narkotika, både i USA och internationellt.
Under åren som kommissarie för Federal Buraeu of Narcotics kämpade Anslinger främst mot opium- och heroinhandeln, men det är för sin kampanj mot cannabis som han är mest känd idag. Det fanns redan tidigare olika lagar som begränsade handeln med cannabis indica, även kallad Indian hemp, den lågväxande typen av cannabis som har hög halt av THC. Men Anslingers lagförslag gick ett steg längre och gjorde att cannabis och hampa bara fick odlas om man betalade en ganska hög skatt eller fick en licens av en federal myndighet (licenser för hampaodling delades ut under andra världskriget). Anslinger har anklagats för att han använde överdrifter när han beskrev negativa verkningar av cannabis för få genom sina förslag. Han har oclså anklagats för att uttrycka sig rasistiskt i sina kampanjer och anklagade afroamerikaner och mexikaner för att bli mordiska under marijuanaruset.  Hans egna böcker, publicerade på 1950- och 1960-talet, karaktäriseras dock inte av sådana allmänt nedlåtande omdömen.
Anslinger innehade posten som kommissarie för Federal Buraeu of Narcotics ända till 1962 och tillbringade resten av sin karriär med att arbeta mot droger, och FN:s drogkonvention 1961 som resulterade i att narkotiska preparat bara fick användas för medicinska och vetenskapliga ändamål. Han ersattes i posten som kommissarie för Federal Buraeu of Narcotics av sin tidigare underlydande Henry Giordano som innehade posten till 1968 då Federal Buraeu of Narcotics uppgick i Bureau of Narcotics and Dangerous Drugs som var en föregångare dagens Drug Enforcement Administration.